# Valonielu
Valonielu je treći studijski album finskog psihodeličnog black metal-sastava Oranssi Pazuzu. Album je 11. listopada 2013. godine objavila diskografska kuća Svart Records.

## Popis pjesama
Tekstovi: Ontto. 
| 1.    | »Vino verso«                  | 4:52  |
| 2.    | »Tyhjä temppeli«              | 4:26  |
| 3.    | »Uraanisula«                  | 11:52 |
| 4.    | »Reikä maisemassa«            | 4:38  |
| 5.    | »Olen aukaissut uuden silmän« | 5:16  |
| 6.    | »Ympyrä on viiva tomussa«     | 15:10 |
| 46:14 |                               |       |

## Zasluge
Oranssi Pazuzu
- Korjak – bubnjevi
- Moit – gitara
- EviL – klavijature, udaraljke
- Ontto – bas-gitara
- Jun-His – vokali, gitara

Dodatni glazbenici
- J.G. Arellano – dodatne udaraljke, efekti, produkcija, snimanje, miksanje, mastering

Ostalo osoblje
- Donato Panaccio – dodatni inženjer zvuka
- Costin Chioreanu – naslovnica, omot albuma
- Samuli Huttunen – logotip